# Municipio de Marion (condado de Jasper, Indiana)
El municipio de Marion (en inglés: Marion Township) es un municipio ubicado en el condado de Jasper en el estado estadounidense de Indiana. En el año 2010 tenía una población de 7571 habitantes y una densidad poblacional de 55,6 personas por km².

## Geografía
El municipio de Marion se encuentra ubicado en las coordenadas 40°55′47″N 87°7′43″O / 40.92972, -87.12861. Según la Oficina del Censo de los Estados Unidos, el municipio tiene una superficie total de 136.17 km², de la cual 136 km² corresponden a tierra firme y (0.12%) 0.17 km² es agua.

## Demografía
Según el censo de 2010, había 7571 personas residiendo en el municipio de Marion. La densidad de población era de 55,6 hab./km². De los 7571 habitantes, el municipio de Marion estaba compuesto por el 94.54% blancos, el 1.55% eran afroamericanos, el 0.3% eran amerindios, el 0.44% eran asiáticos, el 0.04% eran isleños del Pacífico, el 1.64% eran de otras razas y el 1.49% pertenecían a dos o más razas. Del total de la población el 5.2% eran hispanos o latinos de cualquier raza.